# ديلان فان بارلي
ديلان فان بارلي (بالهولندية: Dylan van Baarle)‏ (و. 1992  م) هو راكب دراجة هوائية هولندي، ولد في فوربورخ، شارك في طواف إيطاليا 2014، وشارك في سباق طواف فرنسا 2017، وشارك في طواف فرنسا 2019.

## سباقات أو مراحل فاز بها
| التاريخ        | السباق                                  | المركز                    |
| -------------- | --------------------------------------- | ------------------------- |
| 01 يناير 2013  | ستير فان زوول 2013                      | الفائز في التصنيف العام   |
| 01 يناير 2013  | تور دو نورماندي 2013                    |                           |
| 01 يناير 2013  | دوربينوكلوب روكفين 2013                 | الفائز في التصنيف العام   |
| 01 مايو 2013   | طواف دي بريتاجن 2013                    | الفائز حسب تصنيف المجموعة |
| 13 أغسطس 2013  | طواف أين 2013                           | التاسع في تصنيف أفضل شاب  |
| 14 سبتمبر 2014 | طواف بريطانيا 2014                      | الفائز في التصنيف العام   |
| 15 مارس 2015   | باريس-نيس 2015                          | التاسع في تصنيف الجبال    |
| 25 مارس 2015   | دفارز دور فلاندرز 2015                  | الثالث في التصنيف العام   |
| 17 مايو 2015   | طواف بايرن 2015                         |                           |
| 13 سبتمبر 2015 | طواف بريطانيا 2015                      | الثامن في التصنيف العام   |
| 03 أبريل 2016  | طواف فلاندرز 2016                       | السادس في التصنيف العام   |
| 03 فبراير 2019 | طواف هيرالد صن 2019                     | الفائز في التصنيف العام   |
| 31 مارس 2021   | دفارز دور فلاندرز 2021                  | الفائز في التصنيف العام   |
| 17 أبريل 2022  | سباق باريس روبيه 2022                   | الفائز في التصنيف العام   |
| 25 فبراير 2023 | طواف نيوشبلاد 2023                      | الفائز في التصنيف العام   |
| 25 يونيو 2023  | سباق الطريق للرجال في بطولة هولندا 2023 | الفائز في التصنيف العام   |

## روابط خارجية
- ديلان فان بارلي على موقع الاتحاد الدولي للدراجات (الإنجليزية)
- ديلان فان بارلي على موقع أرشيف الدراجات (الإنجليزية)
- ديلان فان بارلي على موقع إحصائيات الدراجات الإحترافية (الإنجليزية)
- ديلان فان بارلي على موقع نسبة الدراجات (الإنجليزية)
- ديلان فان بارلي على موقع CycleBase (الإنجليزية)
- ديلان فان بارلي على موقع اللجنة الأولمبية الدولية (الإنجليزية)
- ديلان فان بارلي على موقع أوليمبيديا (الإنجليزية)